# Американське божевілля
«Американське божевілля» (англ. American Madness) — фільм режисера Френка Капри, що вийшов на екрани в 1932 [1].

## Сюжет
Томас Діксон керує банком Union National, дотримуючись вкрай ліберальної стратегії: у важкі часи він готовий кредитувати бізнес, розуміючи соціальну значущість підприємств та робочих місць. Це постійно призводить до зіткнень з іншими членами ради директорів, які вважають такий підхід марнуванням коштів. Тим часом один із бухгалтерів Клюетт, який заборгував гангстерам 50 тис. доларів, погоджується сприяти пограбуванню банку. Він відключає сигналізацію, причому робить це так, що підозра падає на касира Метта, у якого за плечима судимість. Наступного дня після успішного пограбування містом проноситься чутка, що банку загрожує катастрофа. Вкладники починають масово вимагати повернення вкладів, поставивши установу на межу краху.

## У ролях
- Волтер Г'юстон
- Томас Діксон
- Пет О'Брайєн — Метт
- Кей Джонсон — Філліс Діксон
- Констанція Каммінгс — Хелен.
- Гевін Гордон — Сіріл Клюетт
- Артур Хойт — Айвс
- Роберт Емметт О'Коннор — інспектор

## Сприйняття
Автор The New York Times в 1932 похвалив акторську гру основних виконавців, особливо Х'юстона, чийого героя назвав «завойовним симпатію» [2].
Тім Пертелл в рецензії 1997 року відзначав: «„Американське божевілля“ в образі Уолтера Х'юстона президента банку, що ворогує з жадібною радою директорів, є зразком для подальших ідеалістів Капри. Х'юстон чудовий, хоча драма зайве сюжетна».